# ماكسيمو غاراي
ماكسيمو غاراي (بالإسبانية: Máximo Garay)‏ هو لاعب كرة قدم ومدرب كرة قدم تشيلي، ولد في 10 يونيو 1898 في المجر، وتوفي في 8 أغسطس 1960 في سانتياغو في تشيلي. لعب مع جيمناسيا لابلاتا.